# Seznam měst, obcí a vojenských obvodů na Slovensku, H–L
Toto je kompletní seznam slovenských měst, obcí a vojenských obvodů.
- Seznam měst, obcí a vojenských obvodů na Slovensku, A–G
- Seznam měst, obcí a vojenských obvodů na Slovensku, H–L
- Seznam měst, obcí a vojenských obvodů na Slovensku, M–R
- Seznam měst, obcí a vojenských obvodů na Slovensku, S–Ž

A B C Č D E F G H Ch I J K L M N Ň O P R S Š T Ť U V Z Ž

## H
| Jméno                  | Okres                | Kraj                 | Německy                                | Maďarsky                              |
| ---------------------- | -------------------- | -------------------- | -------------------------------------- | ------------------------------------- |
| Habovka                | Tvrdošín             | Žilinský kraj        |                                        | Habovka                               |
| Habura                 | Medzilaborce         | Prešovský kraj       |                                        | Laborcfő                              |
| Hačava                 | Košice-okolí         | Košický kraj         |                                        | Ájfalucska                            |
| Háj                    | Košice-okolí         | Košický kraj         |                                        | Áj                                    |
| Háj                    | Turčianske Teplice   | Žilinský kraj        | Häu                                    | Turócliget                            |
| Hajná Nová Ves         | Topoľčany            | Nitranský kraj       |                                        | Szeptencújfalu                        |
| Hajnáčka               | Rimavská Sobota      | Banskobystrický kraj | Gatschnitz                             | Ajnácskő                              |
| Hájske                 | Šaľa                 | Nitranský kraj       |                                        | Köpösd                                |
| Hajtovka               | Stará Ľubovňa        | Prešovský kraj       | Heitingsau                             | Hajtóka                               |
| Haláčovce              | Bánovce nad Bebravou | Trenčínský kraj      |                                        | Halács                                |
| Halič                  | Lučenec              | Banskobystrický kraj | Gaatsch                                | Gács                                  |
| Haligovce              | Stará Ľubovňa        | Prešovský kraj       | Helbingsaus                            | Helivágása                            |
| Haluzice               | Nové Mesto nad Váhom | Trenčínský kraj      |                                        | Gallyas                               |
| Hamuliakovo            | Senec                | Bratislavský kraj    | Gutern                                 | Gutor                                 |
| Handlová               | Prievidza            | Trenčínský kraj      | Kri(c)kerhau / Kriegerhau              | Nyitrabánya                           |
| Hanigovce              | Sabinov              | Prešovský kraj       | Hönigsdorf                             | Hőnig                                 |
| Haniska                | Košice-okolí         | Košický kraj         | Hansdorf bei Kaschau                   | Enyicke                               |
| Haniska                | Prešov               | Prešovský kraj       |                                        | Eperjesenyicke                        |
| Hanková                | Rožňava              | Košický kraj         | Henkendorf bei Dobschau                | Annafalva                             |
| Hankovce               | Bardejov             | Prešovský kraj       | Hinzendorf im Scharosch                | Hankvágása                            |
| Hankovce               | Humenné              | Prešovský kraj       |                                        | Jánosvágása                           |
| Hanušovce nad Topľou   | Vranov nad Topľou    | Prešovský kraj       | Hansdorf an der Töpl                   | Tapolyhanusfalva                      |
| Harakovce              | Levoča               | Prešovský kraj       | Harrachsdorf                           | Harakóc                               |
| Harhaj                 | Bardejov             | Prešovský kraj       |                                        | Herhely                               |
| Harichovce             | Spišská Nová Ves     | Košický kraj         | Palmsdorf                              | Pálmafalva                            |
| Harmanec               | Banská Bystrica      | Banskobystrický kraj | Hermanetz                              | Hermánd                               |
| Hatalov                | Michalovce           | Košický kraj         |                                        | Gatály                                |
| Hatné                  | Považská Bystrica    | Trenčínský kraj      |                                        | Hatna                                 |
| Havaj                  | Stropkov             | Prešovský kraj       |                                        | Havaj                                 |
| Havka                  | Kežmarok             | Prešovský kraj       | Höfchen in der Zips                    | Hóka                                  |
| Havranec               | Svidník              | Prešovský kraj       |                                        | Kishollód                             |
| Hažín                  | Michalovce           | Košický kraj         | Haschin                                | Gézsény                               |
| Hažín nad Cirochou     | Humenné              | Prešovský kraj       |                                        | Kisgeszény                            |
| Hažlín                 | Bardejov             | Prešovský kraj       | Hassling                               | Hazslin                               |
| Helcmanovce            | Gelnica              | Košický kraj         | Hansdorf in der Zips                   | Nagykuncfalva                         |
| Heľpa                  | Brezno               | Banskobystrický kraj | Helpach                                | Helpa                                 |
| Henckovce              | Rožňava              | Košický kraj         | Hinzendorf bei Rosenau                 | Henckó                                |
| Henclová               | Gelnica              | Košický kraj         |                                        | Henclófalva                           |
| Hencovce               | Vranov nad Topľou    | Prešovský kraj       | Hinzendorf bei Fröhnel                 | Hencfalva                             |
| Hendrichovce           | Prešov               | Prešovský kraj       | Heinrichsdorf im Scharosch             | Hedri                                 |
| Herľany                | Košice-okolí         | Košický kraj         | Herlein, Bad Rank                      | Ránkfüred                             |
| Hermanovce             | Prešov               | Prešovský kraj       | Hermannsdorf bei Jaronitz              | Sztankahermány                        |
| Hermanovce nad Topľou  | Vranov nad Topľou    | Prešovský kraj       | Hermannsdorf an der Töpl               | Tapolyhermány                         |
| Hertník                | Bardejov             | Prešovský kraj       | Herrknecht                             | Hertnek                               |
| Hervartov              | Bardejov             | Prešovský kraj       | Herbertsdorf                           | Hervartó                              |
| Hiadeľ                 | Banská Bystrica      | Banskobystrický kraj | Heidel                                 | Hédel                                 |
| Hincovce               | Spišská Nová Ves     | Košický kraj         | Hinzendorf in der Zips                 | Szepesnádasd                          |
| Hladovka               | Tvrdošín             | Žilinský kraj        |                                        | Hladovka                              |
| Hlboké                 | Senica               | Trnavský kraj        |                                        | Luboka                                |
| Hliník nad Hronom      | Žiar nad Hronom      | Banskobystrický kraj | Limbach an der Gran                    | Geletnek                              |
| Hlinné                 | Vranov nad Topľou    | Prešovský kraj       |                                        | Agyagospatak                          |
| Hlivištia              | Sobrance             | Košický kraj         |                                        | Hegygombás                            |
| Hlohovec               | Hlohovec             | Trnavský kraj        | Freistadtl alebo Freistadt an der Waag | Galgóc                                |
| Hniezdne               | Stará Ľubovňa        | Prešovský kraj       | Kniesen                                | Gnézda                                |
| Hnilčík                | Spišská Nová Ves     | Košický kraj         | Kleineisenbach                         | Szepespatak                           |
| Hnilec                 | Spišská Nová Ves     | Košický kraj         | Großeisenbach                          | Nyilas                                |
| Hnojné                 | Michalovce           | Košický kraj         |                                        | Hanajna                               |
| Hnúšťa                 | Rimavská Sobota      | Banskobystrický kraj | Nusten                                 | Nyustya                               |
| Hodejov                | Rimavská Sobota      | Banskobystrický kraj | Großgeis                               | Várgede                               |
| Hodejovec              | Rimavská Sobota      | Banskobystrický kraj | Kleingeis                              | Kerekgede                             |
| Hodkovce               | Košice-okolí         | Košický kraj         |                                        | Hatkóc                                |
| Hodruša-Hámre          | Žarnovica            | Banskobystrický kraj | Kerling - Hämmern                      | Hodrushámor                           |
| Hokovce                | Levice               | Nitranský kraj       |                                        | Egeg                                  |
| Holčíkovce             | Vranov nad Topľou    | Prešovský kraj       |                                        | Holcsík                               |
| Holiare                | Komárno              | Nitranský kraj       |                                        | (Alsó-/Felső-)Gellér                  |
| Holice                 | Dunajská Streda      | Trnavský kraj        |                                        | Gelle                                 |
| Holíč                  | Skalica              | Trnavský kraj        | Weißkirchen an der March               | Holics                                |
| Holiša                 | Lučenec              | Banskobystrický kraj |                                        | Ipolygalsa                            |
| Holumnica              | Kežmarok             | Prešovský kraj       | Hollomitz                              | Hollólomnic                           |
| Honce                  | Rožňava              | Košický kraj         | Gerlsdorf                              | Kisgencs                              |
| Hontianska Vrbica      | Levice               | Nitranský kraj       |                                        | Hontfüzesgyarmat                      |
| Hontianske Moravce     | Krupina              | Banskobystrický kraj | Morawitz                               | Hontmarót                             |
| Hontianske Nemce       | Krupina              | Banskobystrický kraj | Baierndorf                             | Hontnémeti                            |
| Hontianske Tesáre      | Krupina              | Banskobystrický kraj | Dessir                                 | Teszér                                |
| Hontianske Trsťany     | Levice               | Nitranský kraj       |                                        | Hontnádas                             |
| Horňa                  | Sobrance             | Košický kraj         |                                        | Katlanos                              |
| Horná Breznica         | Púchov               | Trenčínský kraj      | Oberbresnitz                           | Felsőnyiresd                          |
| Horná Kráľová          | Šaľa                 | Nitranský kraj       |                                        | Királyi                               |
| Horná Krupá            | Trnava               | Trnavský kraj        | Oberkrompach                           | Felsőkorompa                          |
| Horná Lehota           | Brezno               | Banskobystrický kraj |                                        | Felsőszabadi                          |
| Horná Lehota           | Dolný Kubín          | Žilinský kraj        |                                        | Felsőlehota                           |
| Horná Mariková         | Považská Bystrica    | Trenčínský kraj      | Obermarikowa                           | Felsőmarikó                           |
| Horná Mičiná           | Banská Bystrica      | Banskobystrický kraj | Obermitschina                          | Felsőmicsinye                         |
| Horná Poruba           | Ilava                | Trenčínský kraj      | Oberporub                              | Felsőtelgyes                          |
| Horná Potôň            | Dunajská Streda      | Trnavský kraj        |                                        | Lögérpatony                           |
| Horná Seč              | Levice               | Nitranský kraj       |                                        | Felsőszecse                           |
| Horná Streda           | Nové Mesto nad Váhom | Trenčínský kraj      |                                        | Felsőszerdahely                       |
| Horná Strehová         | Veľký Krtíš          | Banskobystrický kraj | Oberstriegau                           | Felsősztregova                        |
| Horná Súča             | Trenčín              | Trenčínský kraj      | Obersutsch                             | Felsőszúcs                            |
| Horná Štubňa           | Turčianske Teplice   | Žilinský kraj        | Oberstuben                             | Felsőstubnya                          |
| Horná Ves              | Prievidza            | Trenčínský kraj      | Windischdorf bei Priwitz               | Ófelfalu                              |
| Horná Ves              | Žiar nad Hronom      | Banskobystrický kraj | Windischdorf                           | Felsőtóti                             |
| Horná Ždaňa            | Žiar nad Hronom      | Banskobystrický kraj |                                        | Felsőzsadány                          |
| Horňany                | Trenčín              | Trenčínský kraj      | Hornian                                | Hornyán                               |
| Horné Dubové           | Trnava               | Trnavský kraj        | Oberdubowan                            | Felsődombó                            |
| Horné Hámre            | Žarnovica            | Banskobystrický kraj | Oberhammer                             | Felsőhámor                            |
| Horné Chlebany         | Topoľčany            | Nitranský kraj       | Oberhelbing                            | Felsőhelbény                          |
| Horné Lefantovce       | Nitra                | Nitranský kraj       | Oberelefant                            | Felsőelefánt                          |
| Horné Mladonice        | Krupina              | Banskobystrický kraj | Obermladonitz                          | Felsőlegénd                           |
| Horné Mýto             | Dunajská Streda      | Trnavský kraj        |                                        | Felsővámos                            |
| Horné Naštice          | Bánovce nad Bebravou | Trenčínský kraj      | Obernastitz                            | Felsőneszte                           |
| Horné Obdokovce        | Topoľčany            | Nitranský kraj       |                                        | Felsőbodok                            |
| Horné Orešany          | Trnava               | Trnavský kraj        | Obernußdorf                            | Felsődiós                             |
| Horné Otrokovce        | Hlohovec             | Trnavský kraj        | Oberottrokowitz                        | Felsőatrak                            |
| Horné Plachtince       | Veľký Krtíš          | Banskobystrický kraj | Oberplachtintz                         | Felsőpalojta                          |
| Horné Pršany           | Banská Bystrica      | Banskobystrický kraj | Sonntagsgrund                          | Felsőperecsény                        |
| Horné Saliby           | Galanta              | Trnavský kraj        |                                        | Felsőszeli                            |
| Horné Semerovce        | Levice               | Nitranský kraj       | Obersemered                            | Felsőzemeréd                          |
| Horné Srnie            | Trenčín              | Trenčínský kraj      |                                        | Felsőszernye                          |
| Horné Strháre          | Veľký Krtíš          | Banskobystrický kraj | Oberstracherau                         | Felsőesztergály                       |
| Horné Štitáre          | Topoľčany            | Nitranský kraj       |                                        | Felsőcsitár                           |
| Horné Trhovište        | Hlohovec             | Trnavský kraj        | Oberwascharditz                        | Felsővásárd                           |
| Horné Turovce          | Levice               | Nitranský kraj       | Oberthur                               | Felsőtúr                              |
| Horné Vestenice        | Prievidza            | Trenčínský kraj      | Oberwestenitz                          | Felsővesztény                         |
| Horné Zahorany         | Rimavská Sobota      | Banskobystrický kraj |                                        | Tóthegymeg                            |
| Horné Zelenice         | Hlohovec             | Trnavský kraj        | Oberzelenitz                           | Felsőzélle                            |
| Horný Badín            | Krupina              | Banskobystrický kraj | Oberbadin                              | Felsőbágyon                           |
| Horný Bar              | Dunajská Streda      | Trnavský kraj        |                                        | Felbár                                |
| Horný Hričov           | Žilina               | Žilinský kraj        | Oberhritschau                          | Felsőricsó                            |
| Horný Kalník           | Martin               | Žilinský kraj        |                                        | Felsőkálnok                           |
| Horný Lieskov          | Považská Bystrica    | Trenčínský kraj      |                                        | Felsőmogyoród                         |
| Horný Pial             | Levice               | Nitranský kraj       |                                        | Felsőpél                              |
| Horný Tisovník         | Detva                | Banskobystrický kraj |                                        | Felsőtisztás                          |
| Horný Vadičov          | Kysucké Nové Mesto   | Žilinský kraj        |                                        | Felsővadas                            |
| Horovce                | Michalovce           | Košický kraj         | Horr                                   | Hór                                   |
| Horovce                | Púchov               | Trenčínský kraj      |                                        | Horóc                                 |
| Hoste                  | Galanta              | Trnavský kraj        | Gest                                   | Kisgeszt                              |
| Hostice                | Rimavská Sobota      | Banskobystrický kraj | Göstitz an der Rimau                   | Gesztete                              |
| Hostie                 | Zlaté Moravce        | Nitranský kraj       |                                        | Keresztúr                             |
| Hostišovce             | Rimavská Sobota      | Banskobystrický kraj | Gestesch                               | Gesztes                               |
| Hosťová                | Nitra                | Nitranský kraj       |                                        | Nyitrageszte                          |
| Hosťovce               | Košice-okolí         | Košický kraj         | Gesstitz                               | Bódvavendégi                          |
| Hosťovce               | Zlaté Moravce        | Nitranský kraj       |                                        | Gesztőd                               |
| Hostovice              | Snina                | Prešovský kraj       |                                        | Vendégi                               |
| Hozelec                | Poprad               | Prešovský kraj       | Hohesalz                               | Ószelec                               |
| Hôrka                  | Poprad               | Prešovský kraj       | Nickelsdorf in der Zips                | Landzsásötfalu                        |
| Hôrka nad Váhom        | Nové Mesto nad Váhom | Trenčínský kraj      |                                        | Vághorka                              |
| Hôrky                  | Žilina               | Žilinský kraj        |                                        | Zsolnaberkes                          |
| Hrabičov               | Žarnovica            | Banskobystrický kraj | Deutschhrabischhof                     | Gyertyánfa                            |
| Hrabkov                | Prešov               | Prešovský kraj       |                                        | Harapkó                               |
| Hrabová Roztoka        | Snina                | Prešovský kraj       |                                        | Kisgereblyés                          |
| Hrabovčík              | Svidník              | Prešovský kraj       |                                        | Gyertyánpatak                         |
| Hrabovec               | Bardejov             | Prešovský kraj       |                                        | Rabóc                                 |
| Hrabovec nad Laborcom  | Humenné              | Prešovský kraj       |                                        | Izbugyarabóc                          |
| Hrabovka               | Trenčín              | Trenčínský kraj      |                                        | Szúcsgyertyános                       |
| Hrabské                | Bardejov             | Prešovský kraj       | Grabau                                 | Geréb                                 |
| Hrabušice              | Spišská Nová Ves     | Košický kraj         | Kalbsdorf                              | Káposztafalva                         |
| Hradisko               | Kežmarok             | Prešovský kraj       | Kuntshöfchen                           | Kisvár                                |
| Hradište               | Partizánske          | Trenčínský kraj      |                                        | Várkút                                |
| Hradište               | Poltár               | Banskobystrický kraj |                                        | Sziklavárhegy                         |
| Hradište pod Vrátnom   | Senica               | Trnavský kraj        |                                        | Harádics                              |
| Hrádok                 | Nové Mesto nad Váhom | Trenčínský kraj      |                                        | Temetvény                             |
| Hrachovište            | Nové Mesto nad Váhom | Trenčínský kraj      | Hrachowitz                             | Borsós                                |
| Hrachovo               | Rimavská Sobota      | Banskobystrický kraj |                                        | Rimaráhó                              |
| Hraň                   | Trebišov             | Košický kraj         |                                        | Garany                                |
| Hraničné               | Stará Ľubovňa        | Prešovský kraj       | Grenzdorf in der Zips                  | Határhely                             |
| Hranovnica             | Poprad               | Prešovský kraj       | Grenzburg in der Zips                  | Szepesvághely                         |
| Hrašné                 | Myjava               | Trenčínský kraj      |                                        | Rásnyahegy                            |
| Hrašovík               | Košice-okolí         | Košický kraj         | Raasfelde                              | Rás                                   |
| Hrčeľ                  | Trebišov             | Košický kraj         | Gertschel                              | Gercsely                              |
| Hrhov                  | Rožňava              | Košický kraj         |                                        | Tornagörgő                            |
| Hriadky                | Trebišov             | Košický kraj         |                                        | Gerenda                               |
| Hričovské Podhradie    | Žilina               | Žilinský kraj        |                                        | Ricsóváralja                          |
| Hriňová                | Detva                | Banskobystrický kraj | Hrinau                                 | Herencsvólgy                          |
| Hrišovce               | Gelnica              | Košický kraj         | Herisdorf                              | Hrisóc                                |
| Hrkovce                | Levice               | Nitranský kraj       |                                        | Gyerk                                 |
| Hrlica                 | Revúca               | Banskobystrický kraj | Gerlitz                                | Gerlice                               |
| Hrnčiarovce nad Parnou | Trnava               | Trnavský kraj        | Hrentscherowitz                        | Gerencsér                             |
| Hrnčiarska Ves         | Poltár               | Banskobystrický kraj |                                        | Cserepes (+ Nagyszuha)                |
| Hrnčiarske Zalužany    | Poltár               | Banskobystrický kraj |                                        | Fazekaszsaluzsány                     |
| Hrochoť                | Banská Bystrica      | Banskobystrický kraj |                                        | Horhát                                |
| Hromoš                 | Stará Ľubovňa        | Prešovský kraj       | Gromosch                               | Kormos                                |
| Hronec                 | Brezno               | Banskobystrický kraj | Rhonitz                                | Kisgaran                              |
| Hronovce               | Levice               | Nitranský kraj       |                                        | Lekér (+ Garamdamásd + Garamvezekény) |
| Hronsek                | Banská Bystrica      | Banskobystrický kraj | Granseck                               | Garamszeg                             |
| Hronská Breznica       | Zvolen               | Banskobystrický kraj | Bresnitz an der Gran                   | Garamberzence                         |
| Hronská Dúbrava        | Žiar nad Hronom      | Banskobystrický kraj |                                        | Felsőbesenyő                          |
| Hronské Kľačany        | Levice               | Nitranský kraj       | Klatschan                              | Garamkelecsény                        |
| Hronské Kosihy         | Levice               | Nitranský kraj       |                                        | Garamkeszi                            |
| Hronský Beňadik        | Žarnovica            | Banskobystrický kraj | Sankt Benedikt                         | Garamszentbenedek                     |
| Hrubá Borša            | Senec                | Bratislavský kraj    |                                        | Nagyborsa                             |
| Hruboňovo              | Nitra                | Nitranský kraj       |                                        | Szulányvicsáp                         |
| Hrubov                 | Humenné              | Prešovský kraj       |                                        | Rubó                                  |
| Hrubý Šúr              | Senec                | Bratislavský kraj    |                                        | Hegysúr                               |
| Hrušov                 | Rožňava              | Košický kraj         |                                        | Körtvélyes                            |
| Hrušov                 | Veľký Krtíš          | Banskobystrický kraj |                                        | Magasmajtény                          |
| Hrušovany              | Topoľčany            | Nitranský kraj       |                                        | Nyitrakörtvélyes                      |
| Hrušovo                | Rimavská Sobota      | Banskobystrický kraj |                                        | Balogrussó                            |
| Hruštín                | Námestovo            | Žilinský kraj        |                                        | Hrustin                               |
| Hubice                 | Dunajská Streda      | Trnavský kraj        |                                        | Nemesgomba                            |
| Hubina                 | Piešťany             | Trnavský kraj        |                                        | Hubafalva                             |
| Hubošovce              | Sabinov              | Prešovský kraj       |                                        | Gombosszentgyörgy                     |
| Hubová                 | Ružomberok           | Žilinský kraj        |                                        | Gombás                                |
| Hubovo                 | Rimavská Sobota      | Banskobystrický kraj |                                        | Hubó                                  |
| Hucín                  | Revúca               | Banskobystrický kraj |                                        | Gice                                  |
| Hudcovce               | Humenné              | Prešovský kraj       |                                        | Hegedűsfalva                          |
| Hul                    | Nové Zámky           | Nitranský kraj       |                                        | Hull                                  |
| Humenné                | Humenné              | Prešovský kraj       | Homenau                                | Homonna                               |
| Huncovce               | Kežmarok             | Prešovský kraj       | Hundsdorf in der Zips                  | Hulfalva                              |
| Hunkovce               | Svidník              | Prešovský kraj       |                                        | Felsőhunkóc                           |
| Hurbanova Ves          | Senec                | Bratislavský kraj    |                                        | Hurbanfalva                           |
| Hurbanovo              | Komárno              | Nitranský kraj       | Altdalla, Altdala                      | Ógyalla                               |
| Husák                  | Sobrance             | Košický kraj         |                                        | Ungludasz                             |
| Husiná                 | Rimavská Sobota      | Banskobystrický kraj |                                        | Guszona                               |
| Hutka                  | Bardejov             | Prešovský kraj       |                                        | Hutás                                 |
| Huty                   | Liptovský Mikuláš    | Žilinský kraj        |                                        | Hutti                                 |
| Hviezdoslavov          | Dunajská Streda      | Trnavský kraj        | Gnadendorf bei Sommerein               | Hviezdoslavfalva                      |
| Hvozdnica              | Bytča                | Žilinský kraj        |                                        | Fürészfalu                            |
| Hybe                   | Liptovský Mikuláš    | Žilinský kraj        | Geib                                   | Hybbe                                 |
| Hýľov                  | Košice-okolí         | Košický kraj         |                                        | Hilyó                                 |

## Ch
| Jméno                  | Okres                | Kraj                 | Německy                  | Maďarsky        |
| ---------------------- | -------------------- | -------------------- | ------------------------ | --------------- |
| Chanava                | Rimavská Sobota      | Banskobystrický kraj |                          | Hanva           |
| Chľaba                 | Nové Zámky           | Nitranský kraj       | Hellenbach               | Helemba         |
| Chlebnice              | Dolný Kubín          | Žilinský kraj        |                          | Chlebnice       |
| Chlmec                 | Humenné              | Prešovský kraj       |                          | Helmecke        |
| Chmeľnica              | Stará Ľubovňa        | Prešovský kraj       | Hopfengarten in der Zips | Komlóskert      |
| Chmeľov                | Prešov               | Prešovský kraj       | Kreuz                    | Komlóskeresztes |
| Chmeľová               | Bardejov             | Prešovský kraj       |                          | Komlóspatak     |
| Chmeľovec              | Prešov               | Prešovský kraj       | Komlisch                 | Tapolykomlós    |
| Chmiňany               | Prešov               | Prešovský kraj       | Mohna                    | Monyhád         |
| Chminianska Nová Ves   | Prešov               | Prešovský kraj       | Neudorf                  | Szinyeújfalu    |
| Chminianske Jakubovany | Prešov               | Prešovský kraj       | Deutschjakobsdorf        | Jakabvágása     |
| Choča                  | Zlaté Moravce        | Nitranský kraj       | Hotscha                  | Hecse           |
| Chocholná-Velčice      | Trenčín              | Trenčínský kraj      |                          | Tarajosvelcsőc  |
| Choňkovce              | Sobrance             | Košický kraj         |                          | Alsóhunkóc      |
| Chorvátsky Grob        | Senec                | Bratislavský kraj    | Kroatisch-Eisgrub        | Horvátgurab     |
| Chorváty               | Košice-okolí         | Košický kraj         |                          | Tornahorváti    |
| Chotča                 | Stropkov             | Prešovský kraj       |                          | Hocsa           |
| Chotín                 | Komárno              | Nitranský kraj       |                          | Hetény          |
| Chrabrany              | Topoľčany            | Nitranský kraj       |                          | Nyitragaráb     |
| Chrámec                | Rimavská Sobota      | Banskobystrický kraj |                          | Harmac          |
| Chrasť nad Hornádom    | Spišská Nová Ves     | Košický kraj         | Grast                    | Haraszt         |
| Chrastince             | Veľký Krtíš          | Banskobystrický kraj |                          | Ipolyharaszti   |
| Chrastné               | Košice-okolí         | Košický kraj         |                          | Abaújharaszti   |
| Chrenovec-Brusno       | Prievidza            | Trenčínský kraj      |                          | Tormászborosznó |
| Chropov                | Skalica              | Trnavský kraj        | Kropow                   | Sziklabánya     |
| Chrťany                | Veľký Krtíš          | Banskobystrický kraj |                          | Hartyán         |
| Chtelnica              | Piešťany             | Trnavský kraj        | Telnitz                  | Vittenc         |
| Chudá Lehota           | Bánovce nad Bebravou | Trenčínský kraj      |                          | Újülés          |
| Chvalová               | Revúca               | Banskobystrický kraj |                          | Felsőfalu       |
| Chvojnica              | Myjava               | Trenčínský kraj      |                          | Fenyvesd        |
| Chvojnica              | Prievidza            | Trenčínský kraj      | Fundstolln               | Nyitrafenyves   |
| Chynorany              | Partizánske          | Trenčínský kraj      |                          | Kinorán         |
| Chyžné                 | Revúca               | Banskobystrický kraj |                          | Hizsnyó         |

## I
| Jméno              | Okres              | Kraj                 | Německy                     | Maďarsky       |
| ------------------ | ------------------ | -------------------- | --------------------------- | -------------- |
| Igram              | Senec              | Bratislavský kraj    |                             | Igrám          |
| Ihľany             | Kežmarok           | Prešovský kraj       | Nadel                       | Majorka        |
| Ihráč              | Žiar nad Hronom    | Banskobystrický kraj | Ludwigschacht               | Dallos         |
| Ilava              | Ilava              | Trenčínský kraj      | Eulau im Waagtal            | Illava         |
| Iliašovce          | Spišská Nová Ves   | Košický kraj         | Sperndorf                   | Illésfalva     |
| Ilija              | Banská Štiavnica   | Banskobystrický kraj | Sankt Egidien bei Schemnitz | Illés          |
| Imeľ               | Komárno            | Nitranský kraj       |                             | Imely          |
| Iňa                | Levice             | Nitranský kraj       |                             | Ény            |
| Iňačovce           | Michalovce         | Košický kraj         |                             | Solymos        |
| Inovce             | Sobrance           | Košický kraj         |                             | Éralja         |
| Ipeľské Predmostie | Veľký Krtíš        | Banskobystrický kraj | Sankt Hedwig                | Ipolyhidvég    |
| Ipeľské Úľany      | Levice             | Nitranský kraj       |                             | Ipolyfödémes   |
| Ipeľský Sokolec    | Levice             | Nitranský kraj       |                             | Ipolyszakállos |
| Istebné            | Dolný Kubín        | Žilinský kraj        |                             | Isztebne       |
| Ivachnová          | Ružomberok         | Žilinský kraj        |                             | Ivachnófalu    |
| Ivančiná           | Turčianske Teplice | Žilinský kraj        |                             | Ivánkafalva    |
| Ivanice            | Rimavská Sobota    | Banskobystrický kraj |                             | Balogiványi    |
| Ivanka pri Dunaji  | Senec              | Bratislavský kraj    | Iwanka an der Donau         | Poszonyivánka  |
| Ivanka pri Nitre   | Nitra              | Nitranský kraj       | Iwanka bei Neutra           | Nyitraivánka   |
| Ivanovce           | Trenčín            | Trenčínský kraj      | Iwan, Iwanowetz             | Ivánháza       |
| Iža                | Komárno            | Nitranský kraj       |                             | Izsa           |
| Ižipovce           | Liptovský Mikuláš  | Žilinský kraj        |                             | Iszépfalu      |
| Ižkovce            | Michalovce         | Košický kraj         |                             | Iske           |

## J
| Jméno                       | Okres              | Kraj                 | Německy                     | Maďarsky              |
| --------------------------- | ------------------ | -------------------- | --------------------------- | --------------------- |
| Jabloň                      | Humenné            | Prešovský kraj       |                             | Tótalmád              |
| Jablonec                    | Pezinok            | Bratislavský kraj    |                             | Halmos                |
| Jablonica                   | Senica             | Trnavský kraj        | Jablonitz                   | Jablánc               |
| Jablonka                    | Myjava             | Trenčínský kraj      |                             | Jablonka              |
| Jablonov                    | Levoča             | Prešovský kraj       | Apfelsdorf                  | Szepesalmás           |
| Jablonov nad Turňou         | Rožňava            | Košický kraj         |                             | Szádalmás             |
| Jabloňovce                  | Levice             | Nitranský kraj       |                             | Hontalmás             |
| Jablonové                   | Bytča              | Žilinský kraj        |                             | Almásfalu             |
| Jablonové                   | Malacky            | Bratislavský kraj    | Apfelsbach                  | Poszonyalmás          |
| Jacovce                     | Topoľčany          | Nitranský kraj       |                             | Jác                   |
| Jahodná                     | Dunajská Streda    | Trnavský kraj        |                             | Poszonyeperjes        |
| Jaklovce                    | Gelnica            | Košický kraj         | Jeckelsdorf                 | Jekelfalva            |
| Jakovany                    | Sabinov            | Prešovský kraj       |                             | Jákórésze             |
| Jakubany                    | Stará Ľubovňa      | Prešovský kraj       | Jakobsau                    | Szepesjakabfalva      |
| Jakubov                     | Malacky            | Bratislavský kraj    | Jakobsdorf                  | Nagyjakabfalva        |
| Jakubova Voľa               | Sabinov            | Prešovský kraj       |                             | Jakabfölde            |
| Jakubovany                  | Liptovský Mikuláš  | Žilinský kraj        |                             | Jakabfalu             |
| Jakubovany                  | Sabinov            | Prešovský kraj       | Ungarischjakobsdorf         | Magyarjakabfalva      |
| Jakušovce                   | Stropkov           | Prešovský kraj       |                             | Jakabvölgye           |
| Jalová                      | Snina              | Prešovský kraj       |                             | Jármos                |
| Jalovec                     | Liptovský Mikuláš  | Žilinský kraj        |                             | Jalóc                 |
| Jalovec                     | Prievidza          | Trenčínský kraj      |                             | Parlag                |
| Jalšové                     | Hlohovec           | Trnavský kraj        |                             | Jalsó                 |
| Jalšovík                    | Krupina            | Banskobystrický kraj |                             | Bozókalsók            |
| Jamník                      | Liptovský Mikuláš  | Žilinský kraj        |                             | Jamnik                |
| Jamník                      | Spišská Nová Ves   | Košický kraj         | Jemmnik                     | Szepesárki            |
| Janice                      | Rimavská Sobota    | Banskobystrický kraj |                             | Jéne                  |
| Janík                       | Košice-okolí       | Košický kraj         |                             | Jánok                 |
| Janíky                      | Dunajská Streda    | Trnavský kraj        |                             | Jányok                |
| Jankovce                    | Humenné            | Prešovský kraj       |                             | Jánosvölgye           |
| Janov                       | Prešov             | Prešovský kraj       |                             | Janó                  |
| Janova Lehota               | Žiar nad Hronom    | Banskobystrický kraj | Drechslerhau                | Jánosgyarmat          |
| Janovce                     | Bardejov           | Prešovský kraj       |                             | Bércalja              |
| Jánovce                     | Galanta            | Trnavský kraj        |                             | Dunajánosháza         |
| Jánovce                     | Poprad             | Prešovský kraj       | Johannisdorf in der Zips    | Szepesjánosfalva      |
| Janovík                     | Prešov             | Prešovský kraj       |                             | Jánoska               |
| Jarabá                      | Brezno             | Banskobystrický kraj | Briegarten                  | Jarabó                |
| Jarabina                    | Stará Ľubovňa      | Prešovský kraj       | Girm                        | Berkenyéd             |
| Jarok                       | Nitra              | Nitranský kraj       |                             | Üreg                  |
| Jarovnice                   | Sabinov            | Prešovský kraj       | Jaronitz                    | Jernye                |
| Jasenica                    | Považská Bystrica  | Trenčínský kraj      |                             | Jeszence              |
| Jasenie                     | Brezno             | Banskobystrický kraj |                             | Jecenye               |
| Jasenov                     | Humenné            | Prešovský kraj       |                             | Várjeszenő            |
| Jasenov                     | Sobrance           | Košický kraj         |                             | Jeszenő               |
| Jasenová                    | Dolný Kubín        | Žilinský kraj        |                             | Jaszenova             |
| Jasenovce                   | Vranov nad Topľou  | Prešovský kraj       |                             | Jeszenőc              |
| Jasenové                    | Žilina             | Žilinský kraj        |                             | Jeszenye              |
| Jasenovo                    | Turčianske Teplice | Žilinský kraj        | Käserhau                    | Turócjeszenő          |
| Jaslovské Bohunice          | Trnava             | Trnavský kraj        |                             | Jászlóapátszentmihály |
| Jasov                       | Košice-okolí       | Košický kraj         | Jossau                      | Jászó                 |
| Jasová                      | Nové Zámky         | Nitranský kraj       |                             | Jászfalu              |
| Jastrabá                    | Žiar nad Hronom    | Banskobystrický kraj | Gastrub                     | Karvaly               |
| Jastrabie nad Topľou        | Vranov nad Topľou  | Prešovský kraj       | Jestreb an der Töpl         | Tapolybánya           |
| Jastrabie pri Michalovciach | Michalovce         | Košický kraj         | Jesstreb                    | Alsókanya             |
| Jatov                       | Nové Zámky         | Nitranský kraj       |                             | Jattó                 |
| Javorina (vojenský obvod)   | Kežmarok           | Prešovský kraj       | Kniebeuger                  | Javorina              |
| Jazernica                   | Turčianske Teplice | Žilinský kraj        |                             | Márkfalva             |
| Jedlinka                    | Bardejov           | Prešovský kraj       |                             | Borókás               |
| Jedľové Kostoľany           | Zlaté Moravce      | Nitranský kraj       |                             | Fenyőkosztolány       |
| Jelenec                     | Nitra              | Nitranský kraj       |                             | Ghymes                |
| Jelka                       | Galanta            | Trnavský kraj        |                             | Jóka                  |
| Jelšava                     | Revúca             | Banskobystrický kraj | Eltsch                      | Jolsva                |
| Jelšovce                    | Nitra              | Nitranský kraj       |                             | Nyitraegerszeg        |
| Jelšovec                    | Lučenec            | Banskobystrický kraj |                             | Jelsőc                |
| Jenkovce                    | Sobrance           | Košický kraj         |                             | Jenke                 |
| Jesenské                    | Levice             | Nitranský kraj       |                             | Setétkút              |
| Jesenské                    | Rimavská Sobota    | Banskobystrický kraj |                             | Feled                 |
| Jestice                     | Rimavská Sobota    | Banskobystrický kraj |                             | Jeszte                |
| Ješkova Ves                 | Partizánske        | Trenčínský kraj      |                             | Jaskafalva            |
| Jezersko                    | Kežmarok           | Prešovský kraj       | Seedorf in der Zips         | Tavas                 |
| Jovice                      | Rožňava            | Košický kraj         |                             | Jólész                |
| Jovsa                       | Michalovce         | Košický kraj         |                             | Jósza                 |
| Jur nad Hronom              | Levice             | Nitranský kraj       |                             | Garamszentgyörgy      |
| Jurkova Voľa                | Svidník            | Prešovský kraj       |                             | Györgyfölde           |
| Jurová                      | Dunajská Streda    | Trnavský kraj        | Gerschika                   | Dercsika              |
| Jurské                      | Kežmarok           | Prešovský kraj       | Sankt Girgen, Sankt-Georgen | Szepesszentgyörgy     |
| Juskova Voľa                | Vranov nad Topľou  | Prešovský kraj       | Josephsthal bei Fröhnel     | Józsefvölgy           |

## K
| Jméno                  | Okres                                                           | Kraj                 | Německy                                | Maďarsky                        |
| ---------------------- | --------------------------------------------------------------- | -------------------- | -------------------------------------- | ------------------------------- |
| Kačanov                | Michalovce                                                      | Košický kraj         |                                        | Kácsánd                         |
| Kajal                  | Galanta                                                         | Trnavský kraj        |                                        | Nemeskajal                      |
| Kaľamenová             | Turčianske Teplice                                              | Žilinský kraj        | Kallmannsdorf                          | Turóckelemenfalva               |
| Kalameny               | Ružomberok                                                      | Žilinský kraj        |                                        | Kelemenfalu                     |
| Kaľava                 | Spišská Nová Ves                                                | Košický kraj         | Karlsdorf in der Zips                  | Szepeskkárolyfalva              |
| Kalinkovo              | Senec                                                           | Bratislavský kraj    | Semethdorf                             | Szemet                          |
| Kalinov                | Medzilaborce                                                    | Prešovský kraj       |                                        | Kalenó                          |
| Kalinovo               | Poltár                                                          | Banskobystrický kraj | Kalnau                                 | Kálnó                           |
| Kalná nad Hronom       | Levice                                                          | Nitranský kraj       |                                        | Kálna, Garamkálna               |
| Kalná Roztoka          | Snina                                                           | Prešovský kraj       |                                        | Kálnarosztoka                   |
| Kálnica                | Nové Mesto nad Váhom                                            | Trenčínský kraj      |                                        | Kalános                         |
| Kalnište               | Svidník                                                         | Prešovský kraj       | Kalnischt                              | Kálnás                          |
| Kalonda                | Lučenec                                                         | Banskobystrický kraj |                                        | Kalonda                         |
| Kaloša                 | Rimavská Sobota                                                 | Banskobystrický kraj |                                        | (Alsó-/Felső)Kálosa             |
| Kalša                  | Košice-okolí                                                    | Košický kraj         |                                        | Kalsa                           |
| Kaluža                 | Michalovce                                                      | Košický kraj         |                                        | Ungtavas                        |
| Kamanová               | Topoľčany                                                       | Nitranský kraj       |                                        | Kálmánfalva                     |
| Kameňany               | Revúca                                                          | Banskobystrický kraj | Stein, Köwe                            | Kövi                            |
| Kamenec pod Vtáčnikom  | Prievidza                                                       | Trenčínský kraj      | Kamenetz                               | (Alsó-/Felső-)Kemenec           |
| Kamenica               | Sabinov                                                         | Prešovský kraj       |                                        | Tarkő                           |
| Kamenica nad Cirochou  | Humenné                                                         | Prešovský kraj       |                                        | Nagykemence                     |
| Kamenica nad Hronom    | Nové Zámky                                                      | Nitranský kraj       | Koweschd                               | Garamkövesd                     |
| Kameničany             | Ilava                                                           | Trenčínský kraj      |                                        | Köveskő                         |
| Kameničná              | Komárno                                                         | Nitranský kraj       |                                        | Keszegfalva                     |
| Kamenín                | Nové Zámky                                                      | Nitranský kraj       |                                        | Kéménd                          |
| Kamenná Poruba         | Vranov nad Topľou                                               | Prešovský kraj       |                                        | Kővágó                          |
| Kamenná Poruba         | Žilina                                                          | Žilinský kraj        |                                        | Kővágás                         |
| Kamenné Kosihy         | Veľký Krtíš                                                     | Banskobystrický kraj |                                        | Kőkeszi                         |
| Kamenný Most           | Nové Zámky                                                      | Nitranský kraj       |                                        | Kőhidgyarmat                    |
| Kamienka               | Humenné                                                         | Prešovský kraj       |                                        | Kiskemence                      |
| Kamienka               | Stará Ľubovňa                                                   | Prešovský kraj       | Steindorf in der Zips                  | Kövesfalva                      |
| Kanianka               | Prievidza                                                       | Trenčínský kraj      | Genkingen                              | Kányahegy                       |
| Kapince                | Nitra                                                           | Nitranský kraj       |                                        | Káp                             |
| Kapišová               | Svidník                                                         | Prešovský kraj       |                                        | Kapisó                          |
| Kaplna                 | Senec                                                           | Bratislavský kraj    | Kappeln bei Ziffer                     | Erzsébetkápolna                 |
| Kapušany               | Prešov                                                          | Prešovský kraj       | Kapp                                   | Kapi                            |
| Kapušianske Kľačany    | Michalovce                                                      | Košický kraj         |                                        | Nyarádkelecsény, Kaposkelecsény |
| Karlová                | Martin                                                          | Žilinský kraj        |                                        | Turóckárolyfalva                |
| Karná                  | Humenné                                                         | Prešovský kraj       |                                        | Kiskárna                        |
| Kašov                  | Trebišov                                                        | Košický kraj         |                                        | Kásó                            |
| Kátlovce               | Trnava                                                          | Trnavský kraj        | Katlowitz                              | Kátló                           |
| Kátov                  | Skalica                                                         | Trnavský kraj        |                                        | Kátó                            |
| Kazimír                | Trebišov                                                        | Košický kraj         | Kasimir                                | (Nagy-/Kis-)Kázmér              |
| Kecerovce              | Košice-okolí                                                    | Košický kraj         |                                        | Kecer                           |
| Kecerovský Lipovec     | Košice-okolí                                                    | Košický kraj         |                                        | Kecerlipóc                      |
| Kečkovce               | Svidník                                                         | Prešovský kraj       |                                        | Kecskőc                         |
| Kečovo                 | Rožňava                                                         | Košický kraj         | Götsche                                | Kecső                           |
| Kechnec                | Košice-okolí                                                    | Košický kraj         | Deutschkech                            | Kenyhec                         |
| Kendice                | Prešov                                                          | Prešovský kraj       | Kenzitz                                | Kende                           |
| Kesovce                | Rimavská Sobota                                                 | Banskobystrický kraj |                                        | Sajókeszi                       |
| Keť                    | Levice                                                          | Nitranský kraj       |                                        | Érsekkéty                       |
| Kežmarok               | Kežmarok                                                        | Prešovský kraj       | Käsmark                                | Késmárk                         |
| Kiarov                 | Veľký Krtíš                                                     | Banskobystrický kraj |                                        | Ipolykér                        |
| Kľačany                | Hlohovec                                                        | Trnavský kraj        |                                        | Décskelecsény                   |
| Kľače                  | Žilina                                                          | Žilinský kraj        |                                        | Kalacsány                       |
| Kľačno                 | Prievidza                                                       | Trenčínský kraj      | Gaidel                                 | Nyitrafő                        |
| Kladzany               | Vranov nad Topľou                                               | Prešovský kraj       | Klatschan                              | Klazány                         |
| Kľak                   | Žarnovica                                                       | Banskobystrický kraj | Kleck                                  | Madaraszalja                    |
| Klasov                 | Nitra                                                           | Nitranský kraj       |                                        | Kálasz                          |
| Kláštor pod Znievom    | Martin                                                          | Žilinský kraj        | Kloster am Kühhorn                     | Znióváralja                     |
| Klátova Nová Ves       | Partizánske                                                     | Trenčínský kraj      |                                        | Tőkésújfalu                     |
| Klčov                  | Levoča                                                          | Prešovský kraj       | Koltschau                              | Kolcsó                          |
| Kleňany                | Veľký Krtíš                                                     | Banskobystrický kraj | Kleinen                                | Kelenye                         |
| Klenov                 | Prešov                                                          | Prešovský kraj       | Klemberg                               | Kelembér                        |
| Klenová                | Snina                                                           | Prešovský kraj       |                                        | Kelen                           |
| Klenovec               | Rimavská Sobota                                                 | Banskobystrický kraj |                                        | Klenóc                          |
| Klieština              | Považská Bystrica                                               | Trenčínský kraj      |                                        | Kelestény                       |
| Klin                   | Námestovo                                                       | Žilinský kraj        |                                        | Klin                            |
| Klin nad Bodrogom      | Trebišov                                                        | Košický kraj         |                                        | Bodrogszög                      |
| Klížska Nemá           | Komárno                                                         | Nitranský kraj       |                                        | Kolozsnéma                      |
| Klokoč                 | Detva                                                           | Banskobystrický kraj |                                        | Hegyhát                         |
| Klokočov               | Čadca                                                           | Žilinský kraj        |                                        | Klokocsóvölgy                   |
| Klokočov               | Michalovce                                                      | Košický kraj         |                                        | Hajagos                         |
| Klubina                | Čadca                                                           | Žilinský kraj        |                                        | Kelebény                        |
| Kľúčovec               | Dunajská Streda                                                 | Trnavský kraj        |                                        | Kulcsod                         |
| Kluknava               | Gelnica                                                         | Košický kraj         | Kluckenau                              | Kluknó                          |
| Kľušov                 | Bardejov                                                        | Prešovský kraj       | Kluschdorf                             | Kolossó                         |
| Kmeťovo                | Nové Zámky                                                      | Nitranský kraj       |                                        | Gyarak                          |
| Kobeliarovo            | Rožňava                                                         | Košický kraj         | Schwarzseifen bei Dobschau             | Kisfeketepatak                  |
| Kobylnice              | Svidník                                                         | Prešovský kraj       |                                        | Kabalás                         |
| Kobyly                 | Bardejov                                                        | Prešovský kraj       | Koberdorf                              | Lófalu                          |
| Koceľovce              | Rožňava                                                         | Košický kraj         | Getzelsdorf                            | Gecelfalva                      |
| Kociha                 | Rimavská Sobota                                                 | Banskobystrický kraj |                                        | Kecege                          |
| Kocurany               | Prievidza                                                       | Trenčínský kraj      | Kotzur                                 | Kocurány                        |
| Kočín-Lančár           | Piešťany                                                        | Trnavský kraj        |                                        | Köcsény-Lancsár                 |
| Kočovce                | Nové Mesto nad Váhom                                            | Trenčínský kraj      |                                        | Kocsóc                          |
| Kochanovce             | Bardejov                                                        | Prešovský kraj       |                                        | Kiskohány                       |
| Kochanovce             | Humenné                                                         | Prešovský kraj       |                                        | Felsőkohány                     |
| Kojatice               | Prešov                                                          | Prešovský kraj       |                                        | Kajáty                          |
| Kojšov                 | Gelnica                                                         | Košický kraj         | Kochseifen                             | Kojsó                           |
| Kokava nad Rimavicou   | Poltár                                                          | Banskobystrický kraj | Kockau                                 | Rimakokova                      |
| Kokošovce              | Prešov                                                          | Prešovský kraj       | Kobersdorf                             | Delnekakasfalva                 |
| Kokšov-Bakša           | Košice-okolí                                                    | Košický kraj         | Kaxau-Bakscha                          | Koksóbaksa                      |
| Kolačkov               | Stará Ľubovňa                                                   | Prešovský kraj       | Klautsch                               | Kalács                          |
| Kolačno                | Partizánske                                                     | Trenčínský kraj      |                                        | Kalacsna                        |
| Koláre                 | Veľký Krtíš                                                     | Banskobystrický kraj |                                        | Kővár                           |
| Kolárovice             | Bytča                                                           | Žilinský kraj        |                                        | Kolaróc                         |
| Kolárovo               | Komárno                                                         | Nitranský kraj       |                                        | Gúta, Guta                      |
| Kolbasov               | Snina                                                           | Prešovský kraj       |                                        | Végaszó                         |
| Kolbovce               | Stropkov                                                        | Prešovský kraj       |                                        | Köves                           |
| Kolibabovce            | Sobrance                                                        | Košický kraj         |                                        | Bölcsős                         |
| Kolíňany               | Nitra                                                           | Nitranský kraj       |                                        | Kolon                           |
| Kolinovce              | Spišská Nová Ves                                                | Košický kraj         | Kohldorf in der Zips                   | Kolinfalva                      |
| Kolonica               | Snina                                                           | Prešovský kraj       |                                        | Kiskolon                        |
| Kolta                  | Nové Zámky                                                      | Nitranský kraj       |                                        | Kolta                           |
| Komárany               | Vranov nad Topľou                                               | Prešovský kraj       |                                        | Alsókomaróc                     |
| Komárno                | Komárno                                                         | Nitranský kraj       | Komorn                                 | Komárom                         |
| Komárov                | Bardejov                                                        | Prešovský kraj       | Komorau                                | Felsőkomaróc                    |
| Komárovce              | Košice-okolí                                                    | Košický kraj         |                                        | Komaróc                         |
| Komjatice              | Nové Zámky                                                      | Nitranský kraj       |                                        | Komját                          |
| Komjatná               | Ružomberok                                                      | Žilinský kraj        |                                        | Komjatna                        |
| Komoča                 | Nové Zámky                                                      | Nitranský kraj       |                                        | Kamocsa                         |
| Koniarovce             | Topoľčany                                                       | Nitranský kraj       | Sommerdorf                             | Lovászi, Szomorlovászi          |
| Konrádovce             | Rimavská Sobota                                                 | Banskobystrický kraj |                                        | Korláti                         |
| Konská                 | Liptovský Mikuláš                                               | Žilinský kraj        |                                        | Konszka                         |
| Konská                 | Žilina                                                          | Žilinský kraj        | Rossdorf                               | Kunfalva                        |
| Koňuš                  | Sobrance                                                        | Košický kraj         |                                        | Unglovasd                       |
| Kopčany                | Skalica                                                         | Trnavský kraj        | Goppschan                              | Kopcsány                        |
| Kopernica              | Žiar nad Hronom                                                 | Banskobystrický kraj | Deutschlitta bei Kremnitz              | Barskapronca                    |
| Koplotovce             | Hlohovec                                                        | Trnavský kraj        | Kopplotz                               | Kaplat                          |
| Koprivnica             | Bardejov                                                        | Prešovský kraj       | Deutschlitta im Scharosch              | Magyarkapronca                  |
| Kordíky                | Banská Bystrica                                                 | Banskobystrický kraj |                                        | Kordéháza                       |
| Korejovce              | Svidník                                                         | Prešovský kraj       |                                        | Koróc                           |
| Korňa                  | Čadca                                                           | Žilinský kraj        |                                        | Kornyavölgy                     |
| Koromľa                | Sobrance                                                        | Košický kraj         |                                        | Koromlak                        |
| Korunková              | Stropkov                                                        | Prešovský kraj       | Kronberg                               | Pusztaháza                      |
| Korytárky              | Detva                                                           | Banskobystrický kraj |                                        | Teknős                          |
| Korytné                | Levoča                                                          | Prešovský kraj       | Koritnau                               | Korotnok                        |
| Kosihovce              | Veľký Krtíš                                                     | Banskobystrický kraj | Kesselholz                             | Dacsókeszi                      |
| Kosihy nad Ipľom       | Veľký Krtíš                                                     | Banskobystrický kraj |                                        | Ipolykeszi                      |
| Kosorín                | Žiar nad Hronom                                                 | Banskobystrický kraj |                                        | Koszorús                        |
| Kostoľany pod Tribečom | Zlaté Moravce                                                   | Nitranský kraj       |                                        | Ghymeskosztolány                |
| Kostolec               | Považská Bystrica                                               | Trenčínský kraj      |                                        | Kosfalu                         |
| Kostolište             | Malacky                                                         | Bratislavský kraj    | Kirchenplatz                           | Egyházhely                      |
| Kostolná pri Dunaji    | Senec                                                           | Bratislavský kraj    | Gostlän                                | Egyházfa                        |
| Kostolná Ves           | Prievidza                                                       | Trenčínský kraj      |                                        | Kisegyházas                     |
| Kostolná-Záriečie      | Trenčín                                                         | Trenčínský kraj      | Kostel bei Trentschin                  | Vágegyháza-Alsózáros            |
| Kostolné               | Myjava                                                          | Trenčínský kraj      | Kesseldorf bei Miawa                   | Nagyegyházas                    |
| Kostolné Kračany       | Dunajská Streda                                                 | Trnavský kraj        |                                        | Egyházkarcsa                    |
| Koš                    | Prievidza                                                       | Trenčínský kraj      | Andreasdorf im Neutratal               | Kós                             |
| Košariská              | Myjava                                                          | Trenčínský kraj      |                                        | Kosaras                         |
| Košarovce              | Humenné                                                         | Prešovský kraj       |                                        | Kosárvágása                     |
| Košeca                 | Ilava                                                           | Trenčínský kraj      | Koschitz im Waagtal                    | Kasza                           |
| Košecké Podhradie      | Ilava                                                           | Trenčínský kraj      | Podrag                                 | Kaszaváralja                    |
| Košice                 | Okres Košice I Okres Košice II Okres Košice III Okres Košice IV | Košický kraj         | Kaschau                                | Kassa                           |
| Košická Belá           | Košice-okolí                                                    | Košický kraj         | Hansdorf bei Jeckelsdorf               | Kassabéla                       |
| Košická Polianka       | Košice-okolí                                                    | Košický kraj         |                                        | Lengyelfalva                    |
| Košické Oľšany         | Košice-okolí                                                    | Košický kraj         |                                        | Kassaolcsvár                    |
| Košický Klečenov       | Košice-okolí                                                    | Košický kraj         |                                        | Kelecsenyborda                  |
| Koškovce               | Humenné                                                         | Prešovský kraj       |                                        | Koskóc                          |
| Košolná                | Trnava                                                          | Trnavský kraj        | Kesselsdorf bei Dürrnbach              | Gósfalva                        |
| Košťany nad Turcom     | Martin                                                          | Žilinský kraj        |                                        | Kostyán                         |
| Košúty                 | Galanta                                                         | Trnavský kraj        |                                        | Nemeskosút                      |
| Kotešová               | Bytča                                                           | Žilinský kraj        |                                        | Kutas                           |
| Kotmanová              | Lučenec                                                         | Banskobystrický kraj |                                        | Kotmány                         |
| Kotrčiná Lúčka         | Žilina                                                          | Žilinský kraj        |                                        | Kaszarét                        |
| Kováčová               | Rožňava                                                         | Košický kraj         |                                        | Kiskovácsvágása                 |
| Kováčová               | Zvolen                                                          | Banskobystrický kraj | Kowatschau                             | Kovácsfalva                     |
| Kováčovce              | Veľký Krtíš                                                     | Banskobystrický kraj |                                        | Sczécsénykovácsi                |
| Koválov                | Senica                                                          | Trnavský kraj        | Kowalau                                | Nagykovalló                     |
| Koválovec              | Skalica                                                         | Trnavský kraj        |                                        | Kiskovalló                      |
| Kovarce                | Topoľčany                                                       | Nitranský kraj       | Kowaritz                               | Kovarc                          |
| Kozárovce              | Levice                                                          | Nitranský kraj       |                                        | Garamkovácsi                    |
| Kozelník               | Banská Štiavnica                                                | Banskobystrický kraj | Koselnik                               | Zólyomkecskés                   |
| Kozí Vrbovok           | Krupina                                                         | Banskobystrický kraj | Werbock, Kotschwerbock                 | Kecskevarbók                    |
| Kožany                 | Bardejov                                                        | Prešovský kraj       |                                        | Kozsány                         |
| Kožuchov               | Trebišov                                                        | Košický kraj         |                                        | Kazsó                           |
| Kožuchovce             | Stropkov                                                        | Prešovský kraj       |                                        | Körmös                          |
| Kračúnovce             | Svidník                                                         | Prešovský kraj       |                                        | Karácsonmező                    |
| Krahule                | Žiar nad Hronom                                                 | Banskobystrický kraj | Blaufuß                                | Kékellő                         |
| Krajná Bystrá          | Svidník                                                         | Prešovský kraj       |                                        | Bátorhegy                       |
| Krajná Poľana          | Svidník                                                         | Prešovský kraj       |                                        | Ladomérmező                     |
| Krajná Porúbka         | Svidník                                                         | Prešovský kraj       |                                        | Végortovány                     |
| Krajné                 | Myjava                                                          | Trenčínský kraj      |                                        | Karaj                           |
| Krajné Čierno          | Svidník                                                         | Prešovský kraj       | Tscharno in der Krein, Krajna-Tscharno | Végcsarnó                       |
| Krakovany              | Piešťany                                                        | Trnavský kraj        |                                        | Krakovány                       |
| Kráľ                   | Rimavská Sobota                                                 | Banskobystrický kraj |                                        | Sajószentkirály                 |
| Králiky                | Banská Bystrica                                                 | Banskobystrický kraj |                                        | Királyka                        |
| Kráľov Brod            | Galanta                                                         | Trnavský kraj        |                                        | Királyrév                       |
| Kráľova Lehota         | Liptovský Mikuláš                                               | Žilinský kraj        | Kaiserlich-Eisenhammer                 | Királylehota                    |
| Kráľová nad Váhom      | Šaľa                                                            | Nitranský kraj       | Waagkönigsdorf                         | Vágkirályfa                     |
| Kráľová pri Senci      | Senec                                                           | Bratislavský kraj    | Königsdorf bei Wartberg                | Királyfa                        |
| Kraľovany              | Dolný Kubín                                                     | Žilinský kraj        |                                        | Kralován                        |
| Kráľovce               | Košice-okolí                                                    | Košický kraj         | Kralowetz                              | Királynép                       |
| Kráľovce-Krnišov       | Krupina                                                         | Banskobystrický kraj |                                        | Hontkirályfalva                 |
| Kráľovičove Kračany    | Dunajská Streda                                                 | Trnavský kraj        |                                        | Királyfiakarcsa                 |
| Kráľovský Chlmec       | Trebišov                                                        | Košický kraj         | Helmenz, Helmentz                      | Királyhelmec                    |
| Kraskovo               | Rimavská Sobota                                                 | Banskobystrický kraj |                                        | Karaszkó                        |
| Krásna Lúka            | Sabinov                                                         | Prešovský kraj       | Schönwies im Scharosch                 | Széprét                         |
| Krásna Ves             | Bánovce nad Bebravou                                            | Trenčínský kraj      |                                        | Bánkaraszna                     |
| Krasňany               | Žilina                                                          | Žilinský kraj        |                                        | Krasznyán                       |
| Krásno                 | Partizánske                                                     | Trenčínský kraj      |                                        | Ószéplak                        |
| Krásno nad Kysucou     | Čadca                                                           | Žilinský kraj        |                                        | Karásznó                        |
| Krásnohorská Dlhá Lúka | Rožňava                                                         | Košický kraj         |                                        | Várhosszúrét                    |
| Krásnohorské Podhradie | Rožňava                                                         | Košický kraj         | Kraßnohorska                           | Krasznahorkaváralja             |
| Krásnovce              | Michalovce                                                      | Košický kraj         |                                        | Karaszna                        |
| Krásny Brod            | Medzilaborce                                                    | Prešovský kraj       |                                        | Laborcrév                       |
| Kravany                | Poprad                                                          | Prešovský kraj       | Kuhschwanz                             | Erzsébetháza                    |
| Kravany                | Trebišov                                                        | Košický kraj         |                                        | Kereplye                        |
| Kravany nad Dunajom    | Komárno                                                         | Nitranský kraj       |                                        | Karva                           |
| Krčava                 | Sobrance                                                        | Košický kraj         |                                        | Karcsava                        |
| Kremná                 | Stará Ľubovňa                                                   | Prešovský kraj       | Krembach                               | Lublókorompa                    |
| Kremnica               | Žiar nad Hronom                                                 | Banskobystrický kraj | Kremnitz                               | Körmöcbánya                     |
| Kremnické Bane         | Žiar nad Hronom                                                 | Banskobystrický kraj | Johannisberg bei Kremnitz              | Jánoshegy                       |
| Kristy                 | Sobrance                                                        | Košický kraj         |                                        | Kereszt                         |
| Krišľovce              | Stropkov                                                        | Prešovský kraj       |                                        | Kisvölgy                        |
| Krišovská Liesková     | Michalovce                                                      | Košický kraj         |                                        | Mokcsamogyorós                  |
| Krivá                  | Dolný Kubín                                                     | Žilinský kraj        |                                        | Kriva                           |
| Kriváň                 | Detva                                                           | Banskobystrický kraj | Bergmünnich                            | Krivány                         |
| Krivany                | Sabinov                                                         | Prešovský kraj       |                                        | Krivány                         |
| Krivé                  | Bardejov                                                        | Prešovský kraj       |                                        | Sárosgörbény                    |
| Krivoklát              | Ilava                                                           | Trenčínský kraj      |                                        | Széppatak                       |
| Krivosúd-Bodovka       | Trenčín                                                         | Trenčínský kraj      | Kriwosud                               | Bodóka                          |
| Kríže                  | Bardejov                                                        | Prešovský kraj       |                                        | Kiskereszt                      |
| Krížová Ves            | Kežmarok                                                        | Prešovský kraj       | Kreuz in der Zips                      | Keresztfalu                     |
| Krížovany              | Prešov                                                          | Prešovský kraj       | Kreuzdorf                              | Szentkereszt                    |
| Križovany nad Dudváhom | Trnava                                                          | Trnavský kraj        |                                        | Vágkeresztúr                    |
| Krná                   | Poltár                                                          | Banskobystrický kraj |                                        | Kiskorna                        |
| Krnča                  | Topoľčany                                                       | Nitranský kraj       |                                        | Kerencs                         |
| Krokava                | Rimavská Sobota                                                 | Banskobystrický kraj |                                        | Kopárhegy                       |
| Krompachy              | Spišská Nová Ves                                                | Košický kraj         | Krompach                               | Korompa                         |
| Krpeľany               | Martin                                                          | Žilinský kraj        |                                        | Kerpelény                       |
| Krškany                | Levice                                                          | Nitranský kraj       |                                        | (Nagy-/Kis-)Kereskény           |
| Krtovce                | Topoľčany                                                       | Nitranský kraj       |                                        | Kartolc                         |
| Kručov                 | Stropkov                                                        | Prešovský kraj       |                                        | Felsőkrucsó                     |
| Krupina                | Krupina                                                         | Banskobystrický kraj | Karpfen                                | Korpona                         |
| Krušetnica             | Námestovo                                                       | Žilinský kraj        | Kruschenitz                            | Krusetnica                      |
| Krušinec               | Stropkov                                                        | Prešovský kraj       |                                        | Körösény                        |
| Krušovce               | Topoľčany                                                       | Nitranský kraj       |                                        | Nyitrakoros                     |
| Kružlov                | Bardejov                                                        | Prešovský kraj       |                                        | Kőtelep                         |
| Kružlová               | Svidník                                                         | Prešovský kraj       |                                        | Ruszoly                         |
| Kružná                 | Rožňava                                                         | Košický kraj         |                                        | Berzétekőrös                    |
| Kružno                 | Rimavská Sobota                                                 | Banskobystrický kraj |                                        | Kruzsnó                         |
| Kšinná                 | Bánovce nad Bebravou                                            | Trenčínský kraj      | Kschinna                               | Kesnyő                          |
| Kubáňovo               | Levice                                                          | Nitranský kraj       |                                        | Szete                           |
| Kučín                  | Bardejov                                                        | Prešovský kraj       |                                        | Felsőköcsény                    |
| Kučín                  | Vranov nad Topľou                                               | Prešovský kraj       |                                        | Alsóköcsény                     |
| Kuchyňa                | Malacky                                                         | Bratislavský kraj    | Kuchel                                 | Konyha                          |
| Kuklov                 | Senica                                                          | Trnavský kraj        | Kugelhof                               | Kukló                           |
| Kuková                 | Svidník                                                         | Prešovský kraj       |                                        | Kükemező                        |
| Kukučínov              | Levice                                                          | Nitranský kraj       |                                        | Nemesoroszi                     |
| Kunerad                | Žilina                                                          | Žilinský kraj        |                                        | Kenyered                        |
| Kunešov                | Žiar nad Hronom                                                 | Banskobystrický kraj | Küneschhau                             | Kunosvágása                     |
| Kunova Teplica         | Rožňava                                                         | Košický kraj         |                                        | Kuntapolca, Kuntaploca          |
| Kuraľany               | Levice                                                          | Nitranský kraj       |                                        | Kural                           |
| Kurima                 | Bardejov                                                        | Prešovský kraj       |                                        | Kurima                          |
| Kurimany               | Levoča                                                          | Prešovský kraj       | Kirn in der Zips                       | Kiskerény                       |
| Kurimka                | Svidník                                                         | Prešovský kraj       |                                        | Kiskurima                       |
| Kurov                  | Bardejov                                                        | Prešovský kraj       |                                        | Kuró                            |
| Kusín                  | Michalovce                                                      | Košický kraj         |                                        | Harapás                         |
| Kútniky                | Dunajská Streda                                                 | Trnavský kraj        |                                        | Hegyéte (Hegybeneéte)           |
| Kúty                   | Senica                                                          | Trnavský kraj        | Schwarzenfeld oder Kutti               | Jókút                           |
| Kuzmice                | Topoľčany                                                       | Nitranský kraj       |                                        | Nyitrakozma                     |
| Kuzmice                | Trebišov                                                        | Košický kraj         |                                        | Kozma                           |
| Kvačany                | Liptovský Mikuláš                                               | Žilinský kraj        |                                        | Kvacsan                         |
| Kvačany                | Prešov                                                          | Prešovský kraj       |                                        | Kacsány                         |
| Kvakovce               | Vranov nad Topľou                                               | Prešovský kraj       |                                        | Nagykőpatak                     |
| Kvašov                 | Púchov                                                          | Trenčínský kraj      |                                        | Kvassó                          |
| Kvetoslavov            | Dunajská Streda                                                 | Trnavský kraj        | Austern                                | Úszor                           |
| Kyjatice               | Rimavská Sobota                                                 | Banskobystrický kraj |                                        | Kiéte                           |
| Kyjov                  | Stará Ľubovňa                                                   | Prešovský kraj       |                                        | Kijó                            |
| Kynceľová              | Banská Bystrica                                                 | Banskobystrický kraj |                                        | Göncölfalv                      |
| Kysak                  | Košice-okolí                                                    | Košický kraj         |                                        | Sároskőszeg                     |
| Kyselica               | Dunajská Streda                                                 | Trnavský kraj        |                                        | Keszölcés                       |
| Kysta                  | Trebišov                                                        | Košický kraj         |                                        | Kiszte                          |
| Kysucké Nové Mesto     | Kysucké Nové Mesto                                              | Žilinský kraj        | Kischützneustadt                       | Kiszucaújhely                   |
| Kysucký Lieskovec      | Kysucké Nové Mesto                                              | Žilinský kraj        |                                        | Újhelymogyoród                  |

## L
| Jméno                   | Okres                | Kraj                 | Německy                         | Maďarsky          |
| ----------------------- | -------------------- | -------------------- | ------------------------------- | ----------------- |
| Láb                     | Malacky              | Bratislavský kraj    | Laab                            | Láb               |
| Lackov                  | Krupina              | Banskobystrický kraj |                                 | Lászlód           |
| Lacková                 | Stará Ľubovňa        | Prešovský kraj       | Latzenseifen                    | Lackvágása        |
| Lada                    | Prešov               | Prešovský kraj       |                                 | Láda              |
| Ladce                   | Ilava                | Trenčínský kraj      |                                 | Lédec             |
| Ladice                  | Zlaté Moravce        | Nitranský kraj       | Laditz                          | Barslédec         |
| Ladmovce                | Trebišov             | Košický kraj         |                                 | Ladamóc           |
| Ladomerská Vieska       | Žiar nad Hronom      | Banskobystrický kraj |                                 | Ladomérmindszent  |
| Ladomirov               | Snina                | Prešovský kraj       |                                 | Ladomér           |
| Ladomirová              | Svidník              | Prešovský kraj       |                                 | Ladomérvágása     |
| Ladzany                 | Krupina              | Banskobystrický kraj |                                 | Ledény            |
| Lakšárska Nová Ves      | Senica               | Trnavský kraj        | Lackscharneudorf, Laxarneudorf  | Laksárújfalu      |
| Lascov                  | Bardejov             | Prešovský kraj       |                                 | Lászó             |
| Laskár                  | Martin               | Žilinský kraj        |                                 | Laszkár           |
| Lastomír                | Michalovce           | Košický kraj         |                                 | Lasztomér         |
| Lastovce                | Trebišov             | Košický kraj         |                                 | Lasztóc           |
| Laškovce                | Michalovce           | Košický kraj         |                                 | Lask              |
| Látky                   | Detva                | Banskobystrický kraj |                                 | Látka             |
| Lazany                  | Prievidza            | Trenčínský kraj      | Losen                           | Bajmóclazán       |
| Lazisko                 | Liptovský Mikuláš    | Žilinský kraj        |                                 | Laziszkó          |
| Lazy pod Makytou        | Púchov               | Trenčínský kraj      |                                 | Láz               |
| Lažany                  | Prešov               | Prešovský kraj       |                                 | Lászka            |
| Lednica                 | Púchov               | Trenčínský kraj      | Lednitz                         | Lednic            |
| Lednické Rovne          | Púchov               | Trenčínský kraj      | Lednitzrowne                    | Lednicróna        |
| Legnava                 | Stará Ľubovňa        | Prešovský kraj       | Legenau                         | Hosszúvágás       |
| Lehnice                 | Dunajská Streda      | Trnavský kraj        | Legendorf                       | Lég               |
| Lehota                  | Nitra                | Nitranský kraj       |                                 | Abaszállás        |
| Lehota nad Rimavicou    | Rimavská Sobota      | Banskobystrický kraj |                                 | Rimaszabadi       |
| Lehota pod Vtáčnikom    | Prievidza            | Trenčínský kraj      | Montagmarkt                     | Papszabadi        |
| Lehôtka                 | Lučenec              | Banskobystrický kraj |                                 | Gácsliget         |
| Lehôtka pod Brehmi      | Žiar nad Hronom      | Banskobystrický kraj | Burgloß                         | Apáthegyalja      |
| Lechnica                | Kežmarok             | Prešovský kraj       | Lechnitz in der Zips            | Lehnic            |
| Lekárovce               | Sobrance             | Košický kraj         |                                 | Lakárd            |
| Leľa                    | Nové Zámky           | Nitranský kraj       | Laidwa                          | Leléd             |
| Leles                   | Trebišov             | Košický kraj         |                                 | Lelesz            |
| Lemešany                | Prešov               | Prešovský kraj       | Lemesch                         | Lemes             |
| Lenartov                | Bardejov             | Prešovský kraj       |                                 | Lénártó           |
| Lenartovce              | Rimavská Sobota      | Banskobystrický kraj |                                 | Sajólénártfalva   |
| Lendak                  | Kežmarok             | Prešovský kraj       | Landeck in der Zips             | Lándok            |
| Lenka                   | Rimavská Sobota      | Banskobystrický kraj |                                 | Sajólenke         |
| Lentvora                | Lučenec              | Banskobystrický kraj |                                 | Lentő             |
| Leopoldov               | Hlohovec             | Trnavský kraj        | Leopoldstadt, Leopold-Neustadtl | Újvároska         |
| Lesenice                | Veľký Krtíš          | Banskobystrický kraj |                                 | Leszenye          |
| Lesíček                 | Prešov               | Prešovský kraj       |                                 | Erdőcske          |
| Lesné                   | Michalovce           | Košický kraj         |                                 | Leszna            |
| Lesnica                 | Stará Ľubovňa        | Prešovský kraj       | Neuschwaben                     | Erdős             |
| Lešť (vojenský obvod)   | Zvolen               | Banskobystrický kraj |                                 | Lest              |
| Leštiny                 | Dolný Kubín          | Žilinský kraj        |                                 | Lestin            |
| Letanovce               | Spišská Nová Ves     | Košický kraj         | Ladendorf, Lettensdorf          | Létánfalva        |
| Letničie                | Skalica              | Trnavský kraj        | Lettnitz                        | Letenőc           |
| Leváre                  | Revúca               | Banskobystrický kraj |                                 | Lévárt            |
| Levice                  | Levice               | Nitranský kraj       | Lewenz                          | Léva              |
| Levkuška                | Revúca               | Banskobystrický kraj |                                 | Lőkös             |
| Levoča                  | Levoča               | Prešovský kraj       | Leutschau                       | Lőcse             |
| Ležiachov               | Martin               | Žilinský kraj        | Leschichau                      | Lézsa             |
| Libichava               | Bánovce nad Bebravou | Trenčínský kraj      |                                 | Libáka            |
| Licince                 | Revúca               | Banskobystrický kraj |                                 | Lice              |
| Ličartovce              | Prešov               | Prešovský kraj       | Litschert                       | Licsérd           |
| Liesek                  | Tvrdošín             | Žilinský kraj        |                                 | Ljeszek           |
| Lieskovany              | Spišská Nová Ves     | Košický kraj         | Haseldorf in der Zips           | Leszkovány        |
| Lieskovec               | Humenné              | Prešovský kraj       |                                 | Mogyorósfalu      |
| Lieskovec               | Zvolen               | Banskobystrický kraj |                                 | Újmogyoród        |
| Liešno                  | Turčianske Teplice   | Žilinský kraj        |                                 | Turócerdő         |
| Liešťany                | Prievidza            | Trenčínský kraj      |                                 | Lestyén           |
| Lietava                 | Žilina               | Žilinský kraj        | Littau                          | Zsolnalitva       |
| Lietavská Lúčka         | Žilina               | Žilinský kraj        |                                 | Litvailló         |
| Lietavská Svinná-Babkov | Žilina               | Žilinský kraj        |                                 | Litvaszinye-Babkó |
| Likavka                 | Ružomberok           | Žilinský kraj        |                                 | Likavka           |
| Limbach                 | Pezinok              | Bratislavský kraj    | Lehmbach                        | Limpak            |
| Lipany                  | Sabinov              | Prešovský kraj       | Siebenlinden                    | Héthárs           |
| Lipník                  | Prievidza            | Trenčínský kraj      |                                 | Hársas            |
| Lipníky                 | Prešov               | Prešovský kraj       |                                 | Lipnikpuszta      |
| Lipová                  | Bardejov             | Prešovský kraj       | Lipowa im Scharosch             | Tapolylippó       |
| Lipová                  | Nové Zámky           | Nitranský kraj       |                                 | Nyitramalomszeg   |
| Lipovany                | Lučenec              | Banskobystrický kraj |                                 | Romhánypuszta     |
| Lipovce                 | Prešov               | Prešovský kraj       |                                 | Szinyelipóc       |
| Lipové                  | Komárno              | Nitranský kraj       |                                 | Zsemlékes         |
| Lipovec                 | Martin               | Žilinský kraj        |                                 | Lamosfalva        |
| Lipovec                 | Rimavská Sobota      | Banskobystrický kraj |                                 | Gömörlipóc        |
| Lipovník                | Rožňava              | Košický kraj         |                                 | Hárskút           |
| Lipovník                | Topoľčany            | Nitranský kraj       |                                 | Lipovnok          |
| Liptovská Anna          | Liptovský Mikuláš    | Žilinský kraj        |                                 | Szentanna         |
| Liptovská Kokava        | Liptovský Mikuláš    | Žilinský kraj        |                                 | Kokava            |
| Liptovská Lúžna         | Ružomberok           | Žilinský kraj        | Schäferhof in der Liptau        | Lúzsna            |
| Liptovská Osada         | Ružomberok           | Žilinský kraj        | Unterberg                       | Oszada            |
| Liptovská Porúbka       | Liptovský Mikuláš    | Žilinský kraj        |                                 | Kisporuba         |
| Liptovská Sielnica      | Liptovský Mikuláš    | Žilinský kraj        |                                 | Szielnic          |
| Liptovská Štiavnica     | Ružomberok           | Žilinský kraj        |                                 | Nagyselmec        |
| Liptovská Teplá         | Ružomberok           | Žilinský kraj        |                                 | Liptótepla        |
| Liptovská Teplička      | Poprad               | Prešovský kraj       | Kleintöpplitz                   | Teplicska         |
| Liptovské Beharovce     | Liptovský Mikuláš    | Žilinský kraj        | Beharz in der Liptau            | Behárfalu         |
| Liptovské Kľačany       | Liptovský Mikuláš    | Žilinský kraj        | Windisch-Liptau                 | Kelecsény         |
| Liptovské Matiašovce    | Liptovský Mikuláš    | Žilinský kraj        | Matheschowitz                   | Mattyasóc         |
| Liptovské Revúce        | Ružomberok           | Žilinský kraj        |                                 | Háromrevuca       |
| Liptovské Sliače        | Ružomberok           | Žilinský kraj        |                                 | Háromszlécs       |
| Liptovský Hrádok        | Liptovský Mikuláš    | Žilinský kraj        | Neuhäusel in der Liptau         | Liptóújvár        |
| Liptovský Ján           | Liptovský Mikuláš    | Žilinský kraj        | Sankt Johann in der Liptau      | Szentiván         |
| Liptovský Michal        | Ružomberok           | Žilinský kraj        | Sankt Michael in der Liptau     | Szentmihály       |
| Liptovský Mikuláš       | Liptovský Mikuláš    | Žilinský kraj        | Sankt Nikolaus in der Liptau    | Liptószentmiklós  |
| Liptovský Ondrej        | Liptovský Mikuláš    | Žilinský kraj        | Andreasdorf in der Liptau       | Szentandrás       |
| Liptovský Peter         | Liptovský Mikuláš    | Žilinský kraj        |                                 | Szentpéter        |
| Liptovský Trnovec       | Liptovský Mikuláš    | Žilinský kraj        | Tharnowitz                      | Tarnóc            |
| Lisková                 | Ružomberok           | Žilinský kraj        |                                 | Liszkófalu        |
| Lišov                   | Krupina              | Banskobystrický kraj |                                 | Lissó             |
| Litava                  | Krupina              | Banskobystrický kraj |                                 | Litva             |
| Litmanová               | Stará Ľubovňa        | Prešovský kraj       | Littmannsau                     | Hársád            |
| Livina                  | Partizánske          | Trenčínský kraj      |                                 | Lévna             |
| Livinské Opatovce       | Partizánske          | Trenčínský kraj      |                                 | Apátlévna         |
| Livov                   | Bardejov             | Prešovský kraj       | Lewau                           | Kavicsos          |
| Livovská Huta           | Bardejov             | Prešovský kraj       |                                 | Livóhuta          |
| Lodno                   | Kysucké Nové Mesto   | Žilinský kraj        |                                 | Lodnó             |
| Lok                     | Levice               | Nitranský kraj       | Löck                            | Garamlök          |
| Lokca                   | Námestovo            | Žilinský kraj        |                                 | Lokca             |
| Lom nad Rimavicou       | Brezno               | Banskobystrický kraj |                                 | Forgácsfalva      |
| Lomná                   | Námestovo            | Žilinský kraj        |                                 | Lomna             |
| Lomné                   | Stropkov             | Prešovský kraj       |                                 | Lomna             |
| Lomnička                | Stará Ľubovňa        | Prešovský kraj       | Kleinlomnitz                    | Kislomnic         |
| Lontov                  | Levice               | Nitranský kraj       |                                 | Lontó             |
| Lopašov                 | Skalica              | Trnavský kraj        |                                 | Felsőlopassó      |
| Lopúchov                | Bardejov             | Prešovský kraj       |                                 | Lapos             |
| Lopušné Pažite          | Kysucké Nové Mesto   | Žilinský kraj        |                                 | Pázsitos          |
| Lošonec                 | Trnava               | Trnavský kraj        | Winschendorf                    | Kislosonc         |
| Lovce                   | Zlaté Moravce        | Nitranský kraj       |                                 | Kislóc            |
| Lovča                   | Žiar nad Hronom      | Banskobystrický kraj |                                 | Nagylócsa         |
| Lovčica-Trubín          | Žiar nad Hronom      | Banskobystrický kraj | Klein-Lotza, Trubein            | Lócsakürtös       |
| Lovinobaňa              | Lučenec              | Banskobystrický kraj |                                 | Lónyabánya        |
| Lozorno                 | Malacky              | Bratislavský kraj    | Losorn                          | Lozornó           |
| Ložín                   | Michalovce           | Košický kraj         |                                 | Lazony            |
| Ľubá                    | Nové Zámky           | Nitranský kraj       |                                 | Libád             |
| Ľubeľa                  | Liptovský Mikuláš    | Žilinský kraj        | Libeil                          | Lubella           |
| Lubeník                 | Revúca               | Banskobystrický kraj | Libnick                         | Lubény            |
| Ľubica                  | Kežmarok             | Prešovský kraj       | Leibitz                         | Leibic            |
| Ľubietová               | Banská Bystrica      | Banskobystrický kraj | Libethen                        | Libetbánya        |
| Lubina                  | Nové Mesto nad Váhom | Trenčínský kraj      |                                 | Lobonya           |
| Ľubiša                  | Humenné              | Prešovský kraj       |                                 | Szerelmes         |
| Ľubochňa                | Ružomberok           | Žilinský kraj        |                                 | Fenyőháza         |
| Ľuboreč                 | Lučenec              | Banskobystrický kraj | Libertsch                       | Nagylibercse      |
| Ľuboriečka              | Veľký Krtíš          | Banskobystrický kraj | Kleinlibertsch                  | Kislibercse       |
| Ľubotice                | Prešov               | Prešovský kraj       |                                 | Kellemes          |
| Ľubotín                 | Stará Ľubovňa        | Prešovský kraj       |                                 | Lubotény          |
| Ľubovec                 | Prešov               | Prešovský kraj       |                                 | Lubóc             |
| Lúč na Ostrove          | Dunajská Streda      | Trnavský kraj        |                                 | Lúcs              |
| Lučatín                 | Banská Bystrica      | Banskobystrický kraj | Lutschetein                     | Lucsatő           |
| Lučenec                 | Lučenec              | Banskobystrický kraj | Lizenz                          | Losonc            |
| Lúčina                  | Prešov               | Prešovský kraj       |                                 | Hüvész            |
| Lučivná                 | Poprad               | Prešovský kraj       | Lautschburg                     | Lucsivna          |
| Lúčka                   | Levoča               | Prešovský kraj       | Wieschen                        | Szepesrét         |
| Lúčka                   | Rožňava              | Košický kraj         |                                 | Lucska            |
| Lúčka                   | Sabinov              | Prešovský kraj       |                                 | Fazekasrét        |
| Lúčka                   | Svidník              | Prešovský kraj       |                                 | Tapolylucska      |
| Lúčky                   | Michalovce           | Košický kraj         |                                 | Vámoslucska       |
| Lúčky                   | Ružomberok           | Žilinský kraj        |                                 | Lucski            |
| Lúčky                   | Žiar nad Hronom      | Banskobystrický kraj | Honneshau                       | Jánosrét          |
| Lúčnica nad Žitavou     | Nitra                | Nitranský kraj       |                                 | Vajkmártonfalva   |
| Ludanice                | Topoľčany            | Nitranský kraj       | Ludanitz                        | Nyitraludány      |
| Ľudovítová              | Nitra                | Nitranský kraj       |                                 | Lajos             |
| Ludrová                 | Ružomberok           | Žilinský kraj        |                                 | Ludrova           |
| Luhyňa                  | Trebišov             | Košický kraj         |                                 | Legenye           |
| Lúka                    | Nové Mesto nad Váhom | Trenčínský kraj      |                                 | Vágluka           |
| Lukačovce               | Humenné              | Prešovský kraj       |                                 | Lukácsi           |
| Lukáčovce               | Nitra                | Nitranský kraj       |                                 | Lakács            |
| Lukavica                | Bardejov             | Prešovský kraj       |                                 | Kislankás         |
| Lukavica                | Zvolen               | Banskobystrický kraj |                                 | Lukoca            |
| Lukov                   | Bardejov             | Prešovský kraj       | Dornau im Scharosch             | Lukó              |
| Lukovištia              | Rimavská Sobota      | Banskobystrický kraj |                                 | Kőhegy            |
| Lúky                    | Púchov               | Trenčínský kraj      |                                 | Alsórétfalu       |
| Lula                    | Levice               | Nitranský kraj       |                                 | Lüle              |
| Lupoč                   | Lučenec              | Banskobystrický kraj |                                 | Gácslápos         |
| Lutila                  | Žiar nad Hronom      | Banskobystrický kraj | Windischlitta                   | Lutilla           |
| Ľutina                  | Sabinov              | Prešovský kraj       |                                 | Litinye           |
| Lutiše                  | Žilina               | Žilinský kraj        |                                 | Lótos             |
| Ľutov                   | Bánovce nad Bebravou | Trenčínský kraj      |                                 | Litó              |
| Lužany                  | Topoľčany            | Nitranský kraj       |                                 | Sarlóska          |
| Lužany pri Topli        | Svidník              | Prešovský kraj       | Lang                            | Long              |
| Lužianky                | Nitra                | Nitranský kraj       |                                 | Sarlókajsza       |
| Lysá pod Makytou        | Púchov               | Trenčínský kraj      | Lissa                           | Fehérhalom        |
| Lysica                  | Žilina               | Žilinský kraj        |                                 | Trenscénladány    |

- Seznam měst, obcí a vojenských obvodů na Slovensku, A–G
- Seznam měst, obcí a vojenských obvodů na Slovensku, H–L
- Seznam měst, obcí a vojenských obvodů na Slovensku, M–R
- Seznam měst, obcí a vojenských obvodů na Slovensku, S–Ž

A B C Č D E F G H Ch I J K L M N Ň O P R S Š T Ť U V Z Ž